# 九四式艦炮

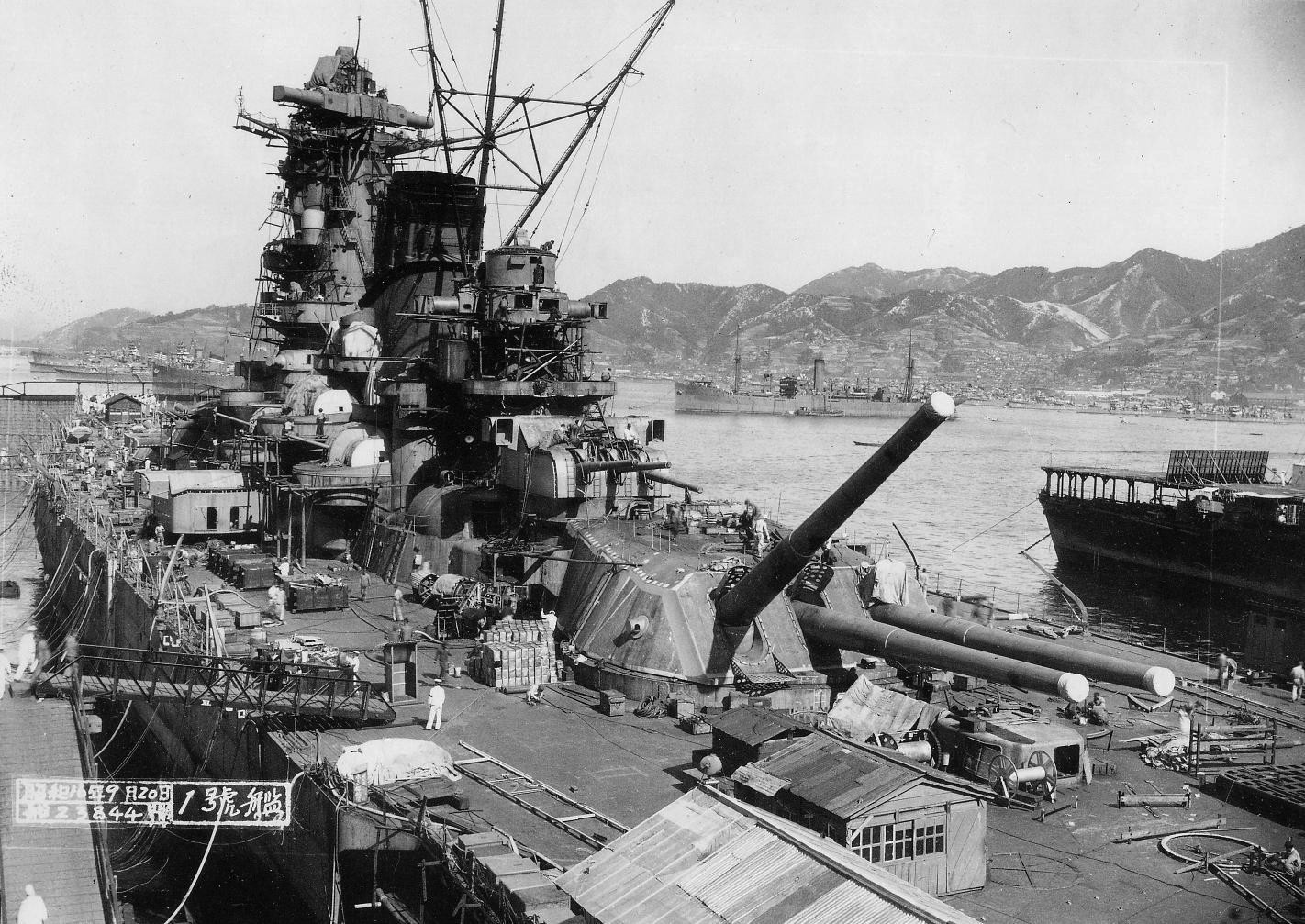
建造中的大和號戰艦

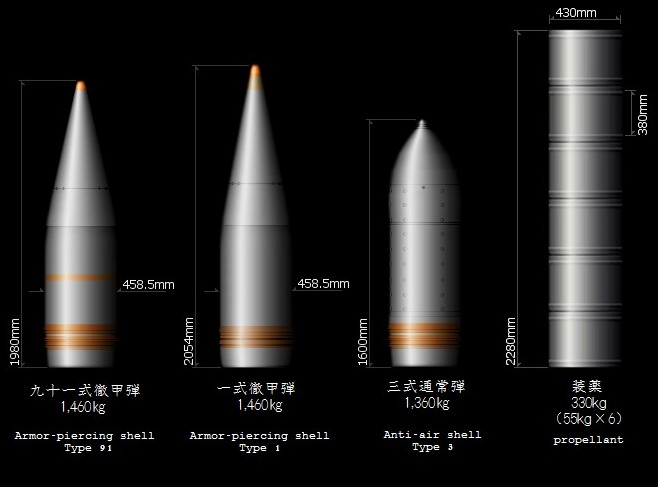
大和型戰艦主要使用的砲彈

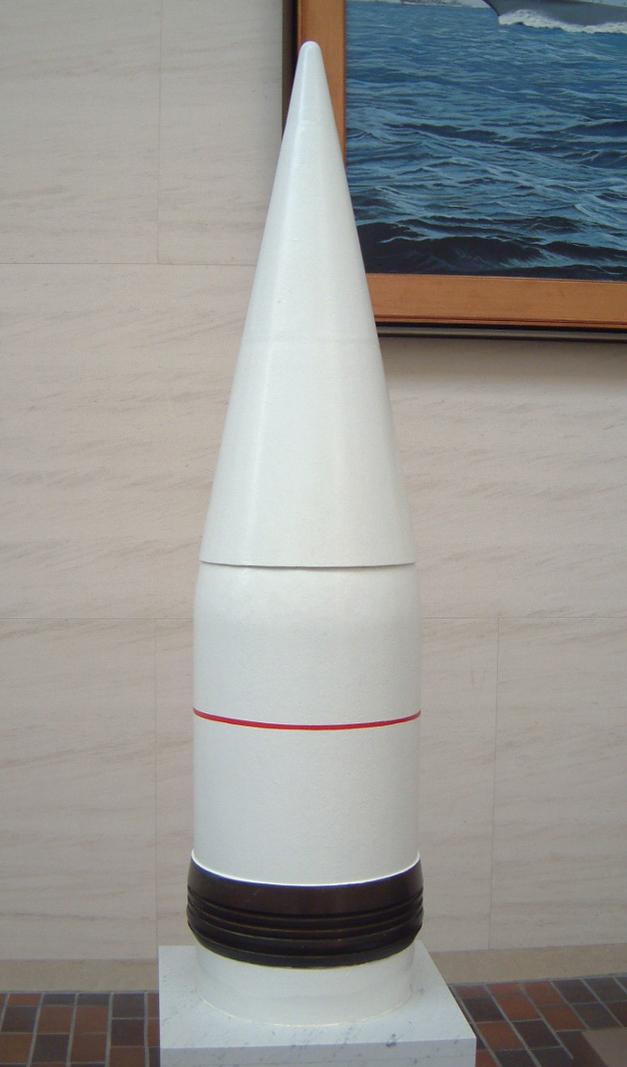
九一式穿甲彈

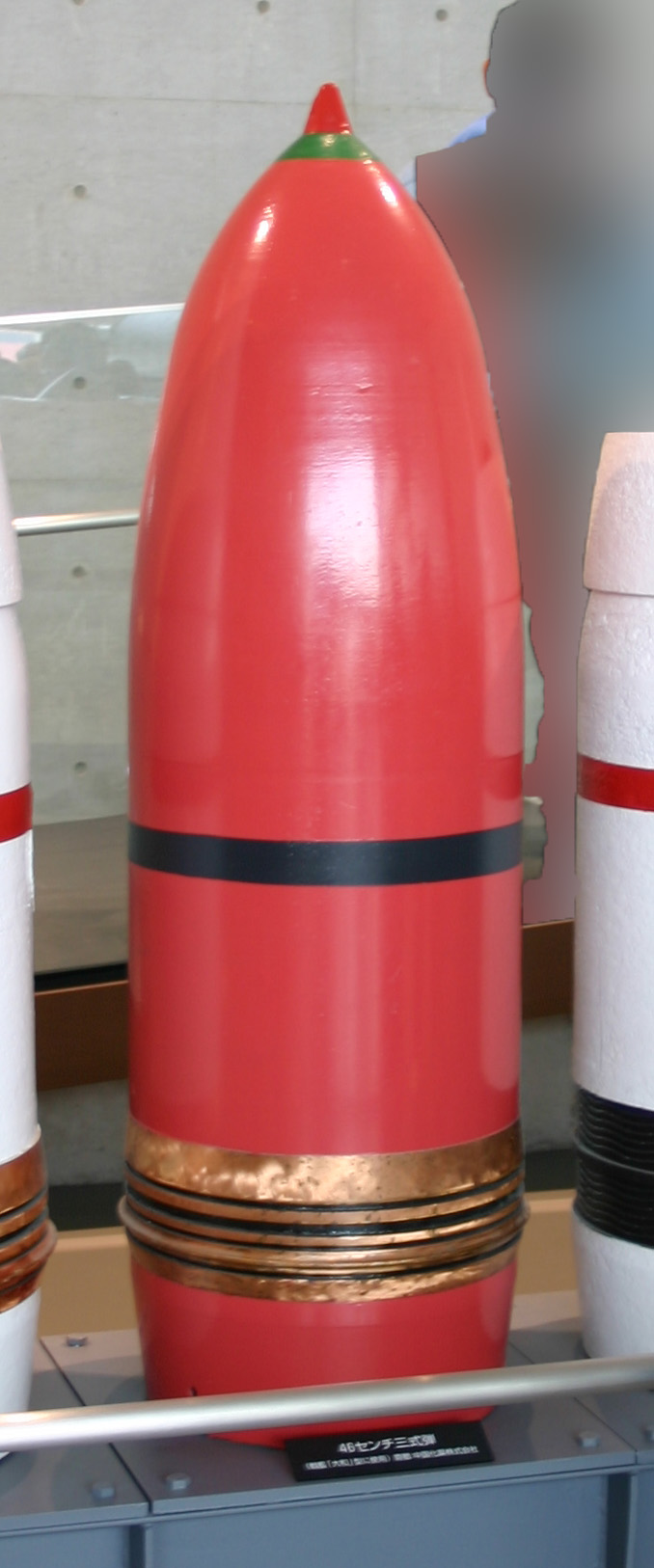
三式對空榴霰彈

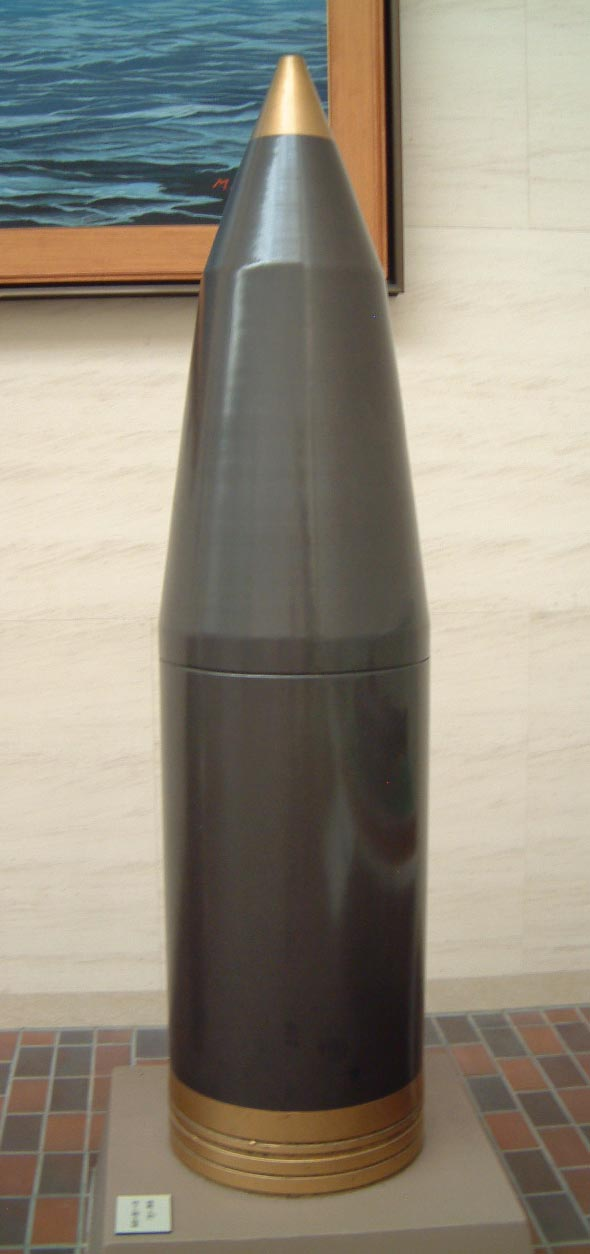
一式破甲彈

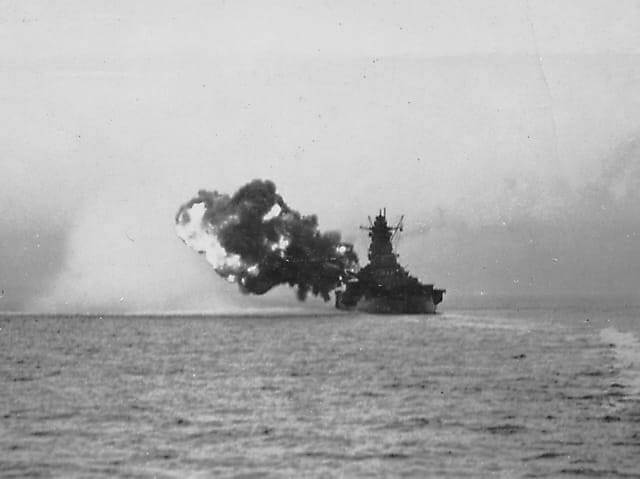
1942海試中主炮開火的武藏號

九四式艦砲，對外名稱45倍口徑九四式40公分炮，是日本帝國海軍二戰時期最重型的艦砲，也是世界海軍史上口徑最大而且威力最大的艦砲。
雖然編號上叫做40公分，但實際上，為了彌補日本海軍戰艦總噸位只有英美海軍的60%，因此日本海軍極度希望能在質素方面超過西方國家。故九四式艦砲的口徑增加到460公厘（18.1英寸），為掩人耳目，當時官方發布的尺寸規格上，標明的主砲口徑為40公分。二戰期間，九四式艦砲搭載於大和級戰艦上。搭載了該艦砲的主砲塔每座可重達2,700公噸，相當于當時的一艘大型驅逐艦的噸位了。
為了取得質的優勢，日本設計出460公厘主炮除了取得足夠的火力外，另一項過去所認定的理由是為了保障射程。就公開宣稱的數據，九四式艦炮的最大射程達到42026公尺，大於美國16英吋的Mk 6與Mk.7艦炮之33740公尺與38720公尺。但是美軍16吋艦炮極限裝藥足以達到44000公尺，而460公厘主砲理論上也能以強裝藥增加射程，但尚未有此測試數據。
1944年大和號與武藏號曾進行火力測考，面對35公里外的目標其彈著遠近散佈界約800-1000公尺，同期的Mk 7 16吋砲的彈著散佈數據也與此相去不遠。另外，根據The Battleship Yamato中的描述，4-5門砲齊射時，最大射程時（42026米）的彈著散佈在500-600m以內，同時為了46公分艦炮開發的九一式穿甲彈原始設計是為了貫穿水線下裝甲帶而非貫穿甲板裝甲，要成功的攻擊到水線下大約只能在射程20-30公里的狀況下才可成立。因此在NHK紀錄片訪問大和號倖存軍官時說過「46公分砲實際上是預定在20公里距離前後進行炮擊戰而設計的。薩馬島海戰中大和號在約31公里外的五次跨射, 擊傷了護航航空母艦白色平原號。
值得一提的是，英國曾于一戰時期制造過18英寸口徑的Mk I 18英寸艦砲，九四式僅僅是比它大了0.1英寸，但九四式所發射的砲彈要比Mk I要輕。英國皇家海軍也曾設計出搭載了Mk I艦砲改進型的N3級戰艦，但N3級戰艦最終并沒有建造。另外，納粹德國海軍在1939年取消建造H級戰艦後，曾於1944提出搭載了20.8英寸口徑艦炮的戰艦設計方案（H44），但對應的艦砲並沒有實際研發出來，僅存在於構想中。
與其它大多數艦載主炮相同，九四式艦砲亦能發射日本特有的大口徑主炮防空砲彈三式彈。
日本投降後原先為大和級3號艦"信濃"號預製的7門46公分艦炮被美軍繳獲，5門拆解，並從吳市帶回另外兩門到海軍水面戰中心達爾格倫分部做研究，如果沒被銷毀或許到現在那2門艦炮還完整地保存於美軍內部裡，供研究與展示使用。

## 性能諸元[2]
| 武器名稱     | 九四式40厘米/45倍口徑艦砲（460 mm×21.13 m）          |
| 裝備艦型     | 大和級戰艦（やまとがたせんかん）                     |
| 設計年份     | 1934年                                               |
| 服役年份     | 1940年~1945年                                        |
| 砲身重量     | 363,000磅（164.654噸，包含砲閂（页面存档备份，存于） |
| 砲身長度     | 21.130米（831.9吋）                                  |
| 內膛長度     | 20.700米（815吋）                                    |
| 膛線長度     | 約20.480米（806吋）                                  |
| 膛線淺深     | （72）0.181吋                                        |
| 陸上裝備     | 約0.312吋（7.93 mm）                                 |
| 膛線纏度     | Uniform RH 1 in 28                                   |
| 砲室容積     | 約680 升（41,496立方英寸）                           |
| 射速         | 每分鐘1.2-1.5發                                      |
| 主要發射炮彈 | 九一式穿甲彈、一式穿甲彈、三式彈                     |
| 射程         | 最大42,000公尺                                       |
| 砲口初速     | 780 m/s                                              |